# Komenda Rejonu Uzupełnień Kałusz

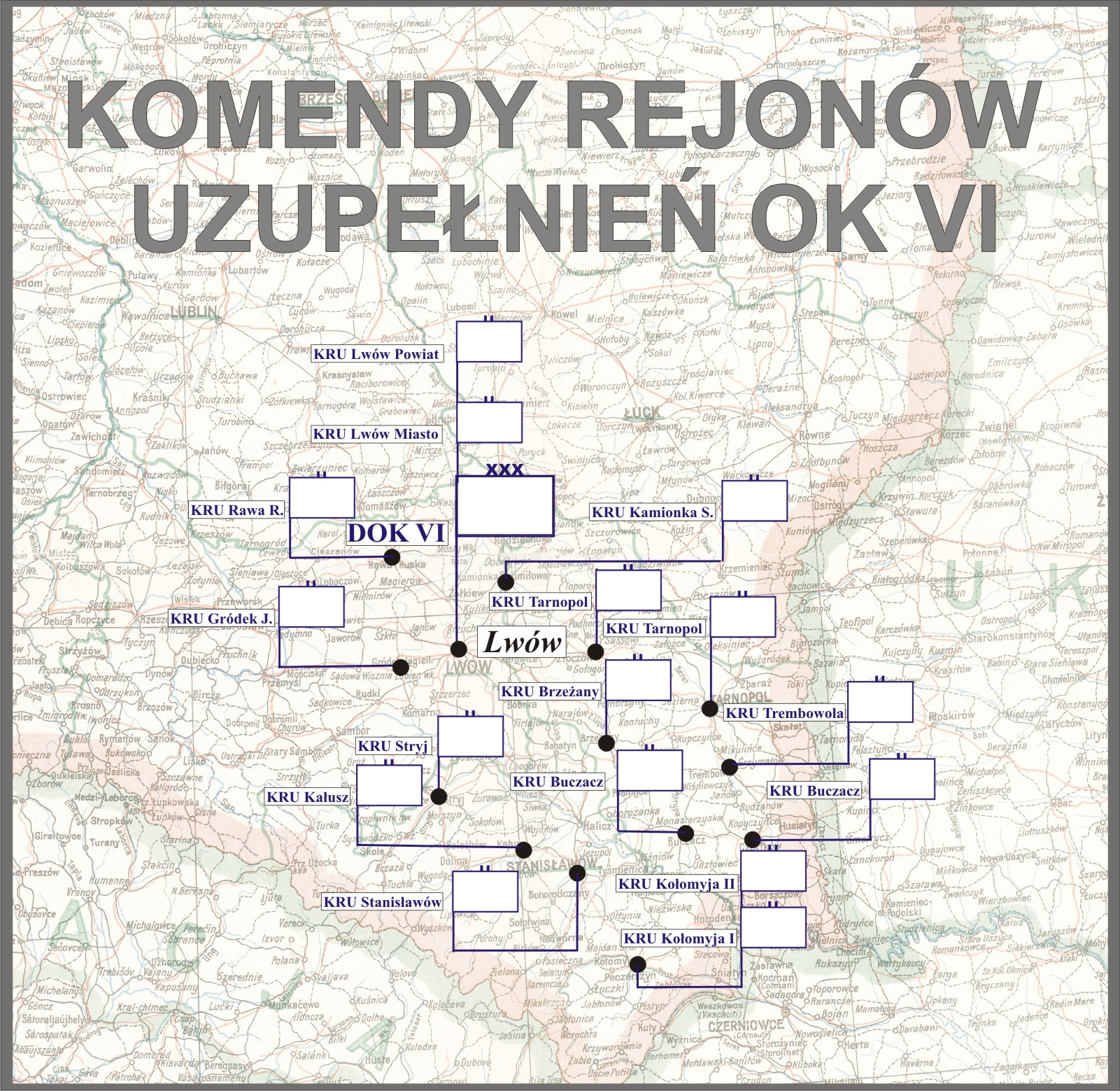
Komendy rejonów uzupełnień DOK VI

Komenda Rejonu Uzupełnień Kałusz (KRU Kałusz) – organ wojskowy właściwy w sprawach uzupełnień Sił Zbrojnych II Rzeczypospolitej i administracji rezerw w powierzonym mu rejonie.

## Historia komendy
15 listopada 1921 roku, po wprowadzeniu podziału kraju na dziesięć okręgów korpusów oraz wprowadzeniu pokojowej organizacji służby poborowej, na terenie Okręgu Korpusu Nr VI została utworzona Powiatowa Komenda Uzupełnień Kałusz. Okręg poborowy PKU Kałusz obejmował powiaty: doliński i kałuski, które zostały wyłączone z okręgu poborowego PKU 47 pp w Stryju. W każdym z miast powiatowych (Dolinie i Kałuszu) rezydował oficer ewidencyjny.
18 listopada 1924 roku weszła w życie ustawa z dnia 23 maja 1924 roku o powszechnym obowiązku służby wojskowej, a 15 kwietnia 1925 roku rozporządzenie wykonawcze ministra spraw wojskowych do tejże ustawy, wydane 21 marca tego roku wspólnie z ministrami: spraw wewnętrznych, zagranicznych, sprawiedliwości, skarbu, kolei, wyznań religijnych i oświecenia publicznego, rolnictwa i dóbr państwowych oraz przemysłu i handlu. Wydanie obu aktów prawnych wiązało się z przejęciem przez władze cywilne (administracji I instancji) większości zadań związanych z przygotowaniem i przeprowadzeniem poboru. Przekazanie większości zadań władzom cywilnym umożliwiło organom służby poborowej zajęcie się wyłącznie racjonalnym rozdziałem rekruta oraz ewidencją i administracją rezerw. Do tych zadań dostosowana została organizacja wewnętrzna powiatowych komend uzupełnień i ich składy osobowe. Poszczególne komendy różniły się między sobą składem osobowym w zależności od wielkości administrowanego terenu.
Zadania i nowa organizacja PKU określone zostały w wydanej 27 maja 1925 roku instrukcji organizacyjnej służby poborowej na stopie pokojowej. W skład PKU Kałusz wchodziły dwa referaty: I) referat administracji rezerw i II) referat poborowy. Nowa organizacja i obsada służby poborowej na stopie pokojowej według stanów osobowych L. O. I. Szt. Gen. 3477/Org. 25 została ogłoszona 4 lutego 1926 roku. Z tą chwilą zniesione zostały stanowiska oficerów ewidencyjnych.
12 marca 1926 roku została ogłoszona obsada personalna Przysposobienia Wojskowego, zatwierdzona rozkazem Dep. I L. 6000/26 przez pełniącego obowiązki szefa Sztabu Generalnego gen. dyw. Edmunda Kesslera, w imieniu ministra spraw wojskowych. Zgodnie z nową organizacją pokojową Przysposobienia Wojskowego zostały zlikwidowane stanowiska oficerów instrukcyjnych przy PKU, a w ich miejsce utworzone rozkazem Oddz. I Szt. Gen. L. 7600/Org. 25 stanowiska oficerów przysposobienia wojskowego w pułkach piechoty.
Od 1926 roku, obok ustawy o powszechnym obowiązku służby wojskowej i rozporządzeń wykonawczych do niej, działalność PKU Kałusz normowała „Tymczasowa instrukcja służbowa dla PKU”, wprowadzona do użytku rozkazem MSWojsk. Dep. Piech. L. 100/26 Pob.
W marcu 1930 roku PKU Kałusz była nadal podporządkowana Dowództwu Okręgu Korpusu Nr VI we Lwowie i nadal administrowała powiatami: dolińskim i kałuskim. W grudniu tego roku komenda posiadała skład osobowy typ III.
31 lipca 1931 roku gen. dyw. Kazimierz Fabrycy, w zastępstwie ministra spraw wojskowych, rozkazem B. Og. Org. 4031 Org. wprowadził zmiany w organizacji służby poborowej na stopie pokojowej. Zmiany te polegały między innymi na zamianie stanowisk oficerów administracji w PKU na stanowiska oficerów broni (piechoty) oraz zmniejszeniu składu osobowego PKU typ I–IV o jednego oficera i zwiększeniu o jednego urzędnika II kategorii. Liczba szeregowych zawodowych i niezawodowych oraz urzędników III kategorii i niższych funkcjonariuszy pozostała bez zmian.
1 lipca 1938 roku weszła w życie nowa organizacja służby uzupełnień, zgodnie z którą dotychczasowa PKU Kałusz została przemianowana na Komendę Rejonu Uzupełnień Kałusz przy czym nazwa ta zaczęła obowiązywać 1 września 1938 roku, z chwilą wejścia w życie ustawy z dnia 9 kwietnia 1938 roku o powszechnym obowiązku wojskowym. Obok wspomnianej ustawy i rozporządzeń wykonawczych do niej, działalność KRU Kałusz normowały przepisy służbowe MSWojsk. D.D.O. L. 500/Org. Tjn. Organizacja służby uzupełnień na stopie pokojowej z 13 czerwca 1938 roku. Zgodnie z tymi przepisami komenda rejonu uzupełnień była organem wykonawczym służby uzupełnień .
Komendant rejonu uzupełnień w sprawach dotyczących uzupełnień Sił Zbrojnych i administracji rezerw podlegał bezpośrednio dowódcy Okręgu Korpusu Nr VI, który był okręgowym organem kierowniczym służby uzupełnień. Rejon uzupełnień nie uległ zmianie i nadal obejmował powiaty: doliński i kałuski.
W planie mobilizacyjnym „W” KRU Kałusz nie została obarczona zadaniem formowania innych oddziałów. Po ogłoszeniu mobilizacji funkcjonowała na podstawie etatu pokojowego. Pod względem ewidencji i uzupełnień miała być przydzielona do Ośrodka Zapasowego 5 DP, i nadal podlegała dowódcy Okręgu Korpusu Nr VI pod każdym względem.

## Obsada personalna
Poniżej przedstawiono wykaz oficerów zajmujących stanowisko komendanta Powiatowej Komendy Uzupełnień i komendanta rejonu uzupełnień oraz wykaz osób funkcyjnych (oficerów i urzędników wojskowych) pełniących służbę w PKU i KRU Kałusz, z uwzględnieniem najważniejszych zmian organizacyjnych przeprowadzonych w 1926 i 1938 roku.
| Komendanci                        | Komendanci              | Komendanci                         |
| --------------------------------- | ----------------------- | ---------------------------------- |
| Stopień, imię i nazwisko          | Okres pełnienia funkcji | Kolejne stanowisko (dalsze losy)   |
| mjr / ppłk piech. Jan Ksionek     | 1923 – XII 1924         | komendant PKU Łomża                |
| ppłk piech. Robert Risy           | XII 1924 – II 1927      | stan spoczynku z dniem 30 IV 1927  |
| mjr kanc. Oswald Szałowski        | II 1927 – II 1929       | dyspozycja dowódcy OK VI           |
| mjr piech. Bronisław Teofil Piwko | III 1929 – X 1930       | stan spoczynku z dniem 31 XII 1930 |
| mjr piech. Feliks Dąbrowski       | X 1930 – III 1934       | dyspozycja dowódcy OK VI           |
| ppłk piech. Zygmunt Szafranowski  | VI 1934 – VIII 1935     | komendant PKU Białystok            |
| mjr piech. Adam Smyk              | VIII 1935 – 1939        |                                    |

| Obsada pozostałych stanowisk funkcyjnych PKU w latach 1921–1925 | Obsada pozostałych stanowisk funkcyjnych PKU w latach 1921–1925 | Obsada pozostałych stanowisk funkcyjnych PKU w latach 1921–1925 | Obsada pozostałych stanowisk funkcyjnych PKU w latach 1921–1925 |
| --------------------------------------------------------------- | --------------------------------------------------------------- | --------------------------------------------------------------- | --------------------------------------------------------------- |
| I referent                                                      | por. piech. Józef Benedykt Konopka                              | 1923 – II 1926                                                  | kierownik II referatu                                           |
| II referent                                                     | urzędnik wojsk. XI rangi / chor. Wojciech Woźniak               | 1923 – 1925                                                     |                                                                 |
| II referent                                                     | por. kanc. Tadeusz Penar                                        | 1 XII 1924 – II 1926                                            | referent                                                        |
| oficer instrukcyjny                                             | por. piech. Wojciech Gładysz                                    | V 1924 – III 1926                                               | 48 pp                                                           |
| oficer ewidencyjny na powiat doliński                           | urzędnik wojsk. XI rangi / chor. Jakub Łoza                     | 1923 – 1925                                                     |                                                                 |
| oficer ewidencyjny na powiat kałuski                            | urzędnik wojsk. XI rangi Leopold Nowy                           | od 1 XII 1922                                                   |                                                                 |
| oficer ewidencyjny na powiat kałuski                            | por. kanc. Marian Csadek                                        | 1924 – II 1926                                                  | referent PKU Krzemieniec                                        |
| Obsada pozostałych stanowisk funkcyjnych PKU w latach 1926–1938 |                                                                 |                                                                 |                                                                 |
| kierownik I referatu administracji rezerw i zastępca komendanta | kpt. kanc. Adolf I Thiel                                        | II 1926 – ?                                                     | PKU Gródek Jagielloński                                         |
| kierownik I referatu administracji rezerw i zastępca komendanta | mjr piech. Bronisław Teofil Piwko                               | X 1927 – III 1929                                               | komendant PKU                                                   |
| kierownik I referatu administracji rezerw i zastępca komendanta | mjr art. Witold I Kamiński                                      | p.o. III 1929 – IX 1930                                         | dyspozycja dowódcy OK VI                                        |
| kierownik I referatu administracji rezerw i zastępca komendanta | mjr piech. Feliks Dąbrowski                                     | IX – X 1930                                                     | komendant PKU                                                   |
| kierownik I referatu administracji rezerw i zastępca komendanta | kpt. piech. Tadeusz Alfred Kazimierz Bukowczyk                  | od IX 1930 – był w VI 1935                                      | kierownik I referatu KRU Łódź Powiat                            |
| kierownik II referatu poborowego                                | por. piech. Józef Benedykt Konopka                              | II 1926 – III 1930                                              | referent w PKU Lwów Powiat                                      |
| kierownik II referatu poborowego                                | kpt. piech. Czesław Jan Krygier                                 | III – IX 1930                                                   | kierownik I referatu PKU Szamotuły                              |
| kierownik II referatu poborowego                                | por. piech. Józef Podwapiński                                   | IX 1930 – VI 1938                                               | kierownik II referatu KRU                                       |
| referent                                                        | por. kanc. Tadeusz Józef Penar                                  | II 1926 – VII 1929                                              | referent poborowy w DOK VI                                      |
| referent                                                        | por. piech. Józef Podwapiński                                   | III – IX 1930                                                   | kierownik II referatu                                           |
| Obsada pozostałych stanowisk funkcyjnych KRU w latach 1938–1939 |                                                                 |                                                                 |                                                                 |
| kierownik I referatu ewidencji                                  | kpt. adm. (piech.) Kazimierz Andrusiewicz                       | był w III 1939                                                  | służył w Polskich Siłach Zbrojnych na Zachodzie                 |
| kierownik II referatu uzupełnień                                | kpt. adm. (piech.) Józef Podwapiński                            | był w III 1939                                                  | od IX 1939 w niemieckiej niewoli, w Oflagu VI E Dorsten         |